# Карновалли, Джованни
Джованни Карновалли, известный также как Пиччьо (ит. Piccio — Малыш) (итал. Giovanni Carnovali; 29 сентября 1804, Монтегрино-Вальтравалья, Австрийская империя — 5 июля 1873, близ Кремоны) — итальянский живописец ломбардской школы.

## Биография
С 12-летнего возраста (1813) обучался в Академии Каррара в Бергамо под руководством Джузеппе Диотти, последователя творчества П. Батони. Диотти сразу же признал природный талант своего молодого ученика.
Вскоре после академической подготовки Карновалли отошёл от строгого неоклассицизма и обратился к фигуративным традициям XVI—XVII веков, которые он интерпретировал с большой выразительной свободой, особенно в области портретной живописи. Его дебют состоялся в 1826 году на выставке в Академии Каррара, представленной работой на религиозную тему.
Работал в Бергамо, Кремоне, Милане. Много путешествовал пешком со своим другом, учеником Диотти, Дж. Трекуром, посетив Рим (1831, 1847), Венецию, Парму, Неаполь (1855). В 1840-е был во Франции и Швейцарии, где познакомился с творчеством мастеров барбизонской школы, Коро, А. Калама.
Находился под влиянием работ Корреджо, Андреа Аппиани и мастеров французского искусства.
Утонул 5 июля 1873 в окрестностях селения Кальтара в реке По, близ Кремоны.

## Творчество
Автор картин на мифологические, библейские, литературные сюжеты, пейзажей, многих портретов.
В ранних произведениях — «Святое Семейство» (1820), «Снятие с креста» (1820), «Вознесение Мадонны» (1826), «Агарь в пустыне» (1828, все — Италия, частные собрания), исполненных для церквей в Бергамо и Альцано — ощутимы традиции академической живописи, увлечение палитрой венецианских мастеров XVI—XVII вв.
В полотнах на мифологические и литературные сюжеты 1850—1860-х — «Анжелика и Медоро» (1862, Милан, Галерея современного искусства), «Диана и Актеон» (ок. 1865, Милан, частное собрание), «Аполлон и Марсий» (Бергамо, частное собрание) — сцены с большими фигурами в пейзаже исполнены в манерной академической традиции Диотти. Пастозный, по-эскизному небрежный мазок, вызывает ощущение несоответствия внутренне взволнованной манеры художника жанру модной в середине века салонной идиллии. Более естественно передано единство пейзажа и человеческой фигуры в картине «Купальщица» (1869, Милан, Галерея современного искусства), на которой изображена крестьянская девушка у лесного ручья. Значительно более тонки по живописному исполнению пейзажи Карновалли, выполненные во время путешествия по Италии («Пейзаж от больших деревьев», ок. 1850, Милан, Галерея современного искусства; «Вдоль Брембо», Пьяченца, галерея Риччи-Одди; «Утро в Валь-Брамбана», 1864, Бергамо, частное собрание; «Облака», 1880, Турин, Городская галерея современного искусства).
В них сказалось знание произведений мастеров барбизонской школы, К. Коро, А. Калама, а также стремление художника создавать свою индивидуальную манеру, опираясь на североитальянскую живописную традицию быстрого, динамичного мазка. Его утверждение о том, что «живопись делается на одном дыхании», выразили новые устремления художника, направленные на передачу правдивых красок окружающего мира, всё более кратковременных мгновений бытия природы.
«Пейзаж настроения» Карновалли оказал влияние на творчество пейзажистов более молодого поколения, представителей «ломбардской скапильятуры» — художников, близких к импрессионизму (Д. Ранцони, Т. Кремона, Ф. Фаруффини и др.).
В традиции ломбардской портретной живописи, с её конкретной социальной характеристикой образов, строгой выписанностью фигур и аксессуаров, исполнены портреты «Художник» (1820-е, Флоренция, собрание Ойетти) и «Ветеринар» (Рим, Нац. галерея современного искусства). В более поздних портретах проявился интерес Карновалли к передаче изменчивых состояний в настроении людей, большая свобода и разнообразие красочной палитры («Карлотта Вимеркати», Рим, Нац. галерея современного искусства). Исполненный в технике быстрого точечного мазка, яркий по цвету фон в «Автопортрете» (1869—1870, Вальданьо, собрание Марццотто) предвосхищает манеру «скапильятуры».

## Галерея

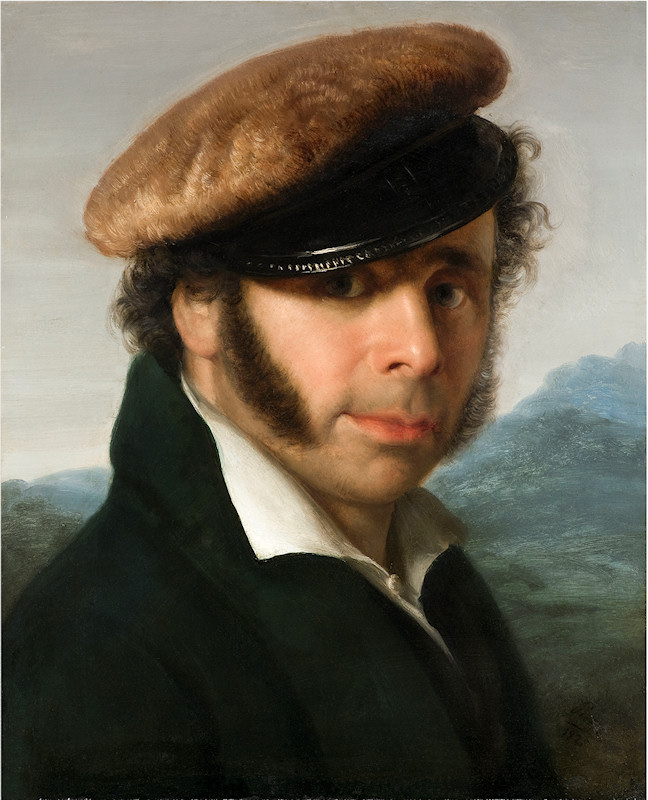
Портрет художника Пьетро Ронзони
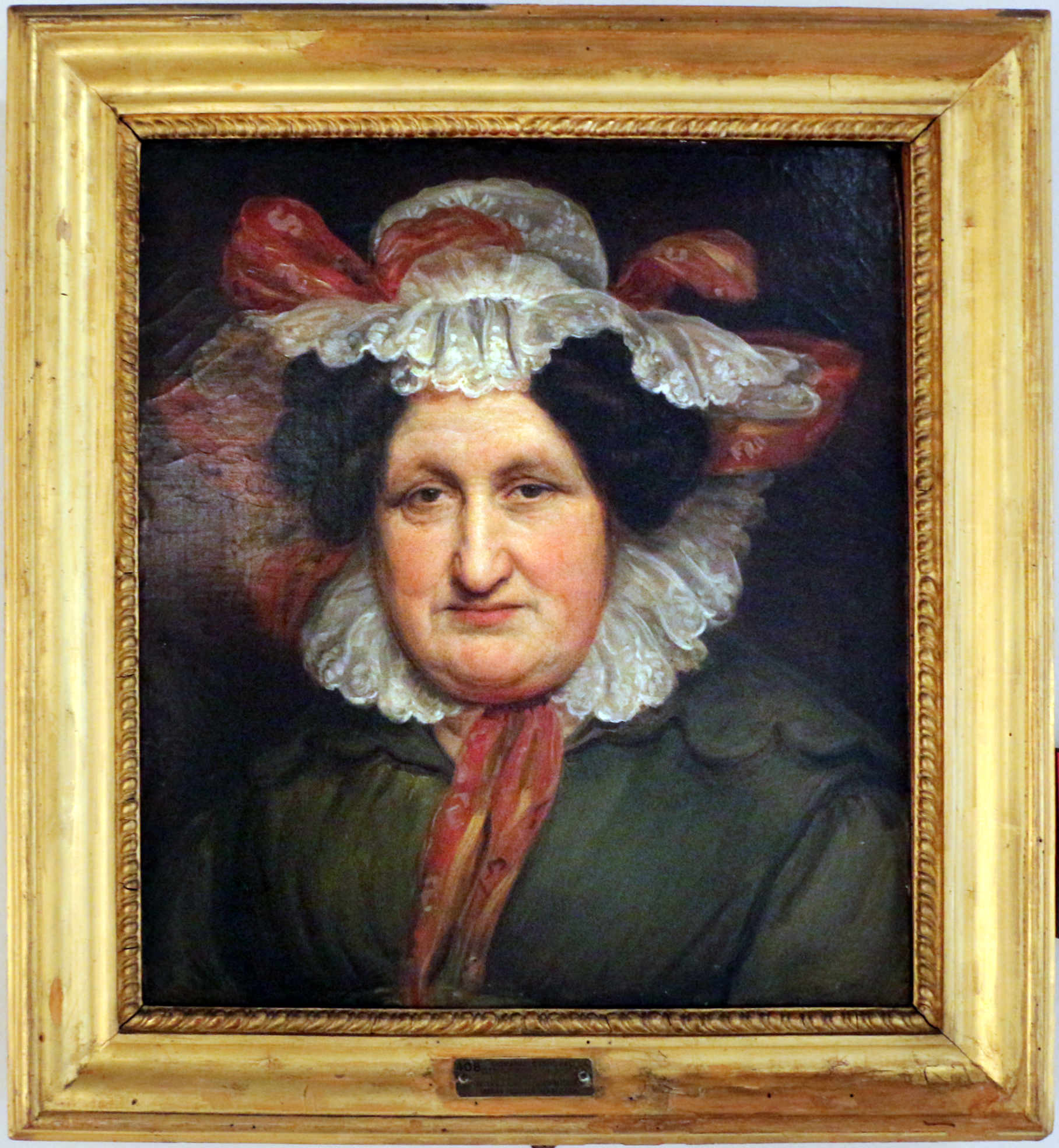
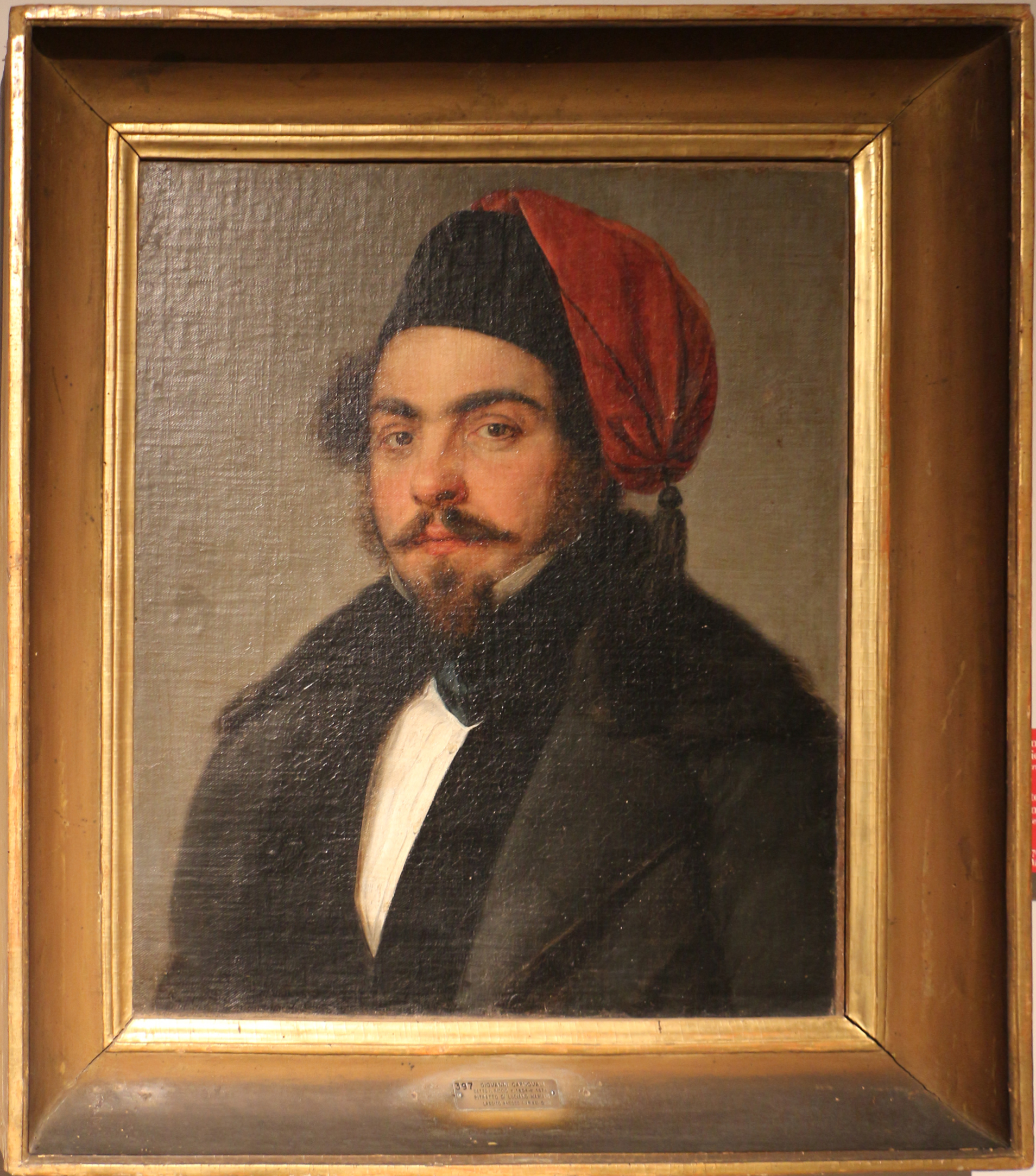